# Edgar Dahl (Philosoph)

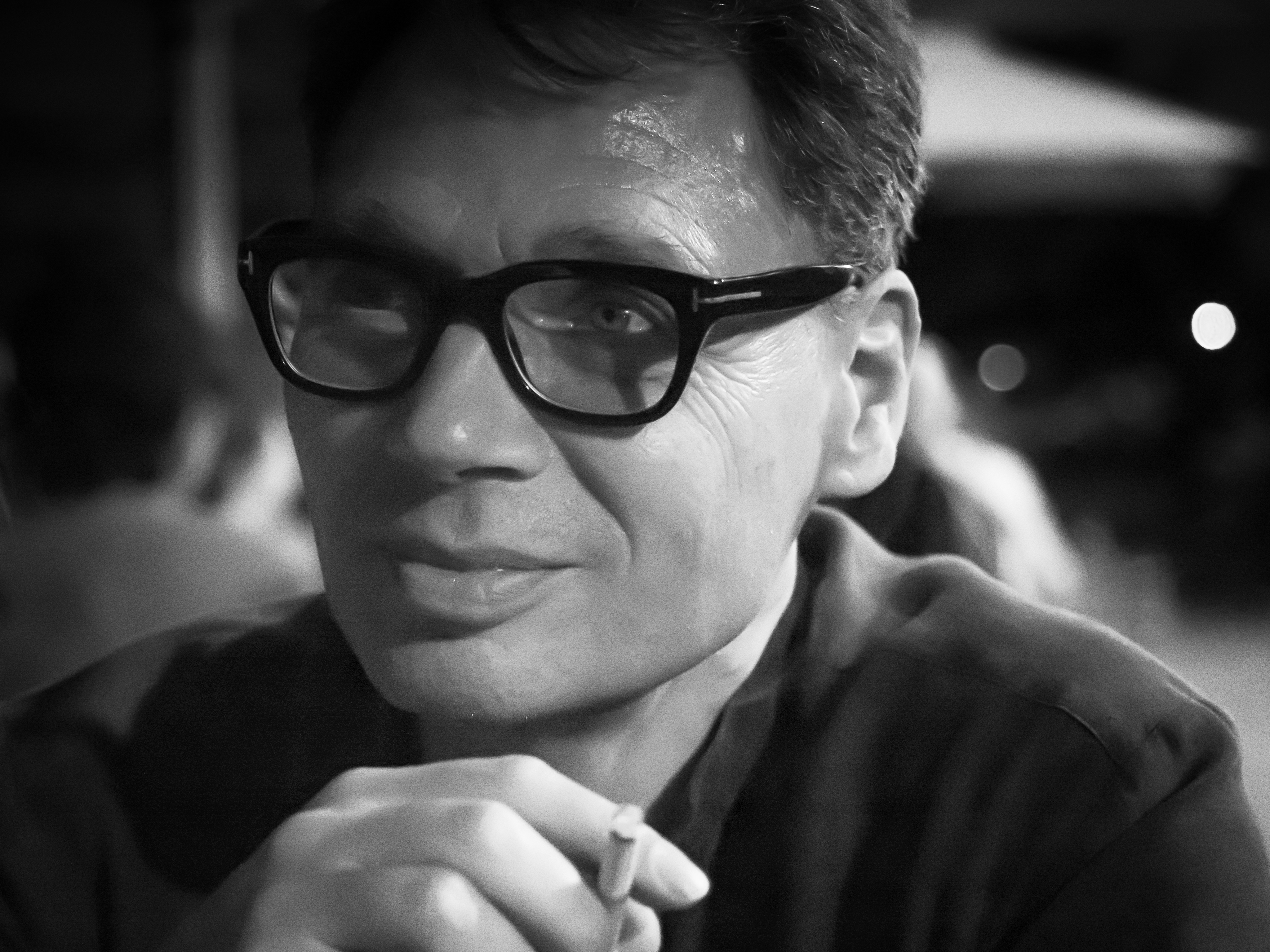
Edgar Dahl (2022)

Edgar Dahl (* 1962 in Schwerin) ist ein deutscher Philosoph mit dem Forschungsschwerpunkt Bioethik.

## Leben
Edgar Dahl studierte zunächst Theologie in der DDR und kam 1988 in die BRD. Er studierte Philosophie bei Gerhard Vollmer und Bernulf Kanitscheider am Zentrum für Philosophie und Grundlagen der Wissenschaft der Justus-Liebig-Universität Gießen. Als Stipendiat der Studienstiftung des Deutschen Volkes studierte er anschließend noch Anthropologie bei Christian Vogel und Volker Sommer an der Georg-August-Universität Göttingen. Seine im Frühjahr 1995 eingereichte Magisterarbeit „Der moralische Status der Tiere“ wurde von Julian Nida-Rümelin betreut.
Mit einem Promotionsstipendium vom Stifterverband für die Deutsche Wissenschaft ging er 1996 an das von Peter Singer geleitete Centre for Human Bioethics an der Monash University in Melbourne und promovierte im Jahre 2000 bei Bernulf Kanitscheider mit einer Dissertation zur Xenotransplantation, die im selben Jahr noch im S. Hirzel Verlag unter dem Titel „Xenotransplantation: Tiere als Organspender für Menschen?“ erschien.
Nach Forschungsaufenthalten am Murdoch Institute in Melbourne, dem Hastings Center in New York und dem Centre for Applied Philosophy and Public Ethics in Melbourne arbeitete er am Institut für Andrologie der Universität Gießen, dem Center for Bioethics an der State University of New York und dem Institut für Ethik der Medizin der Universität Münster. Zuletzt war er am Max-Planck-Institut für molekulare Biomedizin in Münster tätig.

## Forschungsschwerpunkte
Bereits während seiner Studienzeit war Edgar Dahl publizistisch tätig. Nach einem Forschungsaufenthalt an dem von Wolfgang Wickler geleiteten Max-Planck-Institut für Verhaltensphysiologie in Seewiesen und dem von Irenäus Eibl-Eibesfeldt geleiteten Max-Planck-Institut für Humanethologie in Andechs veröffentlichte er zwei Bücher zur Soziobiologie: „Im Anfang war der Egoismus: Den evolutionären Ursprüngen menschlichen Verhaltens auf der Spur“ (Econ Verlag) und „Die Gene der Liebe: Vom ewigen Kampf der Geschlechter“ (Carlsen Verlag).
Anschließend widmete er sich viele Jahre der Religionskritik. Neben den Monographien „Gibt es Gott: Eine Einführung in die Religionskritik“ und „Wer zur Hölle will schon in den Himmel? Ein Brevier für Ungläubige und solche, die es werden wollen“ entstand so auch der Sammelband „Die Lehre des Unheils: Fundamentalkritik am Christentum“, das Beiträge von Edward O. Wilson, Richard Dawkins, Steven Weinberg, Peter Singer, Anthony Flew, Hans Albert, Norbert Hoerster, Gerhard Vollmer, Bernulf Kanitscheider, Dieter Birnbacher, Karlheinz Deschner, Horst Herrmann, Hubertus Mynarek u. v. a. enthält.
Im Rahmen der Bioethik konzentrierte sich Dahl vor allem auf Probleme wie die Abtreibung, die Sterbehilfe, die Eizellspende, die Leihmutterschaft, die Geschlechtswahl, die embryonale Stammzellforschung, die Präimplantationsdiagnostik, die Xenotransplantation sowie auf Hybride und Chimären. Seine über 600 Mal zitierten Artikel zu moralischen und rechtlichen Fragen der Reproduktionsmedizin erschienen in den Zeitschriften „Human Reproduction“, „Fertility and Sterility“, „Journal of Assisted Reproduction and Genetics“ und „Reproductive BioMedicine Online“.
Gemeinsam mit dem Begründer der In-vitro-Fertilisation, dem Nobelpreisträger Sir Robert G. Edwards, rief er im Jahr 2003 die Tagungsreihe  „International Conference on Ethics, Science and Moral Philosophy of Assisted Human Reproduction“ ins Leben. 2007 hoben Edwards und Dahl zudem noch die Zeitschrift „Ethics, Bioscience & Life“ aus der Taufe.
Als Wissenschaftsjournalist hat er für die Frankfurter Allgemeine Zeitung, die Neue Zürcher Zeitung, Die Welt, Gehirn&Geist, Spektrum der Wissenschaft und den Humanistischen Pressedienst geschrieben. Er ist Mitherausgeber der Zeitschrift Aufklärung und Kritik der Gesellschaft für kritische Philosophie.
Seit 2012 hat sich Edgar Dahl zunehmend auf die zeitgeschichtliche Forschung verlegt. Laut Armin Pfahl-Traughber bewegt sich Dahl „Im Irrgarten der Zeitgeschichte“ und hat mit seinem 2017 erschienenen Buch „Warum sie Hitler folgten: Die andere Hälfte der Wahrheit“ „Beifall bei rechtsextremistischen Geschichtsrevisionisten“ gefunden. In seinem 2019 erschienenen Buch „Das erste Opfer des Krieges ist die Wahrheit: Wie die USA den Zweiten Weltkrieg planten“ bezichtigt er – auf der Grundlage polnischer, britischer und amerikanischer Dokumente – Franklin Delano Roosevelt der indirekten Entfesselung des Zweiten Weltkrieges.
Dahl ist Verfasser von zwei Rezensionen auf der der Neuen Rechten zuzurechnenden Plattform des Magazins eigentümlich frei zu den Büchern „Die Schlafwandler“ von Christopher Clark und „Deutschland von Sinnen“ von Akif Pirinçci.

## Schriften (Auswahl)
- Im Anfang war der Egoismus. Den Ursprüngen menschlichen Verhaltens auf der Spur. Econ, Düsseldorf/Wien/New York 1991, ISBN 978-3-430-11997-9.
- (Hrsg.): Die Lehre des Unheils. Fundamentalkritik am Christentum. Carlsen, Hamburg 1993, ISBN 978-3-551-85012-6; Goldmann, München 1995, ISBN 978-3-442-12590-6.
- Die Gene der Liebe. Vom ewigen Kampf der Geschlechter. Carlsen, Hamburg 1994, ISBN 978-3-551-85006-5.
- Xenotransplantation – Tiere als Organspender für Menschen? Dissertation. Universität Gießen 2000. Hirzel, Stuttgart 2000, ISBN 978-3-7776-1011-5.
- (Hrsg.): Brauchen wir Gott? Moderne Texte zur Religionskritik. Hirzel, Stuttgart 2005, ISBN 978-3-7776-2188-3.
- mit Dieter Birnbacher (Hrsg.): Giving death a helping hand. Physician-assisted suicide and public policy. An international perspective. Springer, 2008, ISBN 978-94-007-8688-2.

### Selbstverlagspublikationen
- Gibt es Gott? Eine Einführung in die Religionskritik für Jugendliche. NIBE, Alsdorf 2017, ISBN 978-3-9818366-0-8.
- Warum sie Hitler folgten. Die andere Hälfte der Wahrheit. NIBE, Alsdorf 2017, ISBN 978-3-947002-27-6 (online).
- Das erste Opfer des Krieges ist die Wahrheit. Wie die USA den Zweiten Weltkrieg planten. Alitheia, Alsdorf 2019, ISBN 978-3-96607-035-5.
- Mein Leben, mein Tod, meine Entscheidung. Ein Plädoyer für den ärztlich-assistierten Suizid. NIBE, Alsdorf 2019, ISBN 978-3-96607-043-0.

## Fachartikel (Auswahl)
- 2000: A response to the Ethics Committee of the American Society of Reproductive Medicine. In: Human Reproduction 15 (9):1879-1880.
- 2003: Ethical issues in new uses of preimplantation genetic diagnosis - Should parents be allowed to use preimplantation genetic diagnosis to choose the sexual orientation of their children? In: Human Reproduction 18 (7):1368-1369.
- 2003: Procreative liberty: The case for preconception sex selection. In: Reproductive BioMedicine Online 7 (4): 380-384.
- 2003: Preconception sex selection for non-medical reasons:a representative survey from Germany. Human Reproduction 18 (10):2231-2234.
- 2004: The presumption in favour of liberty: A comment on the HFEA's public consultation on sex selection. Reproductive Biomedicine Online 8 (3): 266-267.
- 2005: Babies by design: A response to Martin Johnson's moral case study on tissue typing. In: Reproductive BioMedicine Online 9 (6): 597-598.
- 2005: Sex Selection: Laissez Faire or Family Balancing? In: Health Care Analysis 13 (1): 87-90.
- 2005: No country is an island: Comment on the House of Commons report Human Reproductive Technologies and the Law. In: Reproductive BioMedicine Online 11(1):10-1.
- 2006: Preconception sex selection: demand and preferences in the United States. In: Fertility and Sterility 85 (2): 468-473.
- 2006: The case for physician assisted suicide: How can it possibly be proven? In: Journal of Medical Ethics 32 (6): 335-8.
- 2006: Social sex selection and the balance of the sexes: Empirical evidence from Germany, the UK, and the US. In: Journal of Assisted Reproduction and Genetics 23 (7-8): 311-318.
- 2007: Evolution, morality and the law: on Valerie J. Grant's case against sex selection. In: Human Reproduction 21 (12): 3303.
- 2007: Sex Selection: Morality, Harm, and the Law. In: Southern Medical Journal 100 (1): 105-106.
- 2007: The Original Sexist Sin: A Reply to Neil Levy. In: Southern Medical Journal 100 (1): 110-111.
- 2007: The 10 most common objections to sex selection and why they are far from being conclusive. In: Reproductive BioMedicine Online 14:158-161.
- 2010: Religion, reproduction and public policy: Disentangling morality from Catholic theology. In: Reproductive BioMedicine Online 21 (7): 834-837.
- 2012: Ethical arguments for and against sperm sorting for non-medical sex selection: A review. Reproductive BioMedicine Online 26 (3): 231-239.

## Artikel (Auswahl)
- Im Zweifel für die Freiheit: Warum wir ein liberales Fortpflanzungsmedizingesetz brauchen. In: Universitas 60 (8): 3-10, 2005.
- Reproduktionsmedizin für alle. In: Frankfurter Allgemeine Zeitung vom 22. Juni 2005.
- Ärztliche Sterbebegleitung auf Abwegen: Wie der Wille des Patienten in den Hintergrund treten kann. In Frankfurter Allgemeine Zeitung vom 1. Februar 2006.
- Kein Verbot von Wunschkindern. In: Spektrum der Wissenschaft 10: 116-120, 2006.
- Selbstbestimmung gibt Sicherheit: Sterbehilfe per Gesetz. In: Die Welt vom 9. August 2006.
- Der unbarmherzige Samariter. In: Neue Zürcher Zeitung vom 30. November 207.
- Warum Männer noch immer mehr Geld verdienen. In: Die Welt vom 20. November 2007.
- In Würde sterben. In: Die Welt vom 4. Juli 2008.
- Im Schatten des Hippokrates: Assistierter Suizid und ärztliches Ethos. In: Humanes Leben, Humanes Sterben 28 (4): 66-67, 2008.
- Auf Leben und Tod. In: Gehirn & Geist 7: 64, 2010.
- Die Würde des Menschen ist antastbar. In: Spektrum der Wissenschaft: 3, 70-73, 2010.
- Creation: Darwin und das Leid. In: Humanistischer Pressedienst vom 9. Mai 2014. https://hpd.de/node/18532
- Wer ohne Argumente ist, diffamiert gern. Manfred Lütz zur aktuellen Sterbehilfedebatte. In: Humanistischer Pressedienst vom 16. Januar 2015. https://hpd.de/artikel/10995
- Schöne Neue Welt. In: Humanistischer Pressedienst vom 19. Januar 2015. https://hpd.de/artikel/11010
- Die Freiheit zum Tode: Ein Plädoyer für den ärztlich-assistierten Suizid. In: Humanistischer Pressedienst vom 6. März 2015.  https://hpd.de/artikel/11379
- Stirb zur rechten Zeit! Eine kurze Geschichte des Freitods. In: Humanistischer Pressedienst vom 13. April 2015. https://hpd.de/artikel/11562
- Mein Ende gehört mir! In: Humanistischer Pressedienst vom 21. April 2015. https://hpd.de/artikel/11607